# Sven Rühr
Sven Rühr (27 de julio de 1968) es un deportista alemán que compitió en bobsleigh en la modalidad cuádruple.
Ganó tres medallas en el Campeonato Mundial de Bobsleigh entre los años 1996 y 2000, y cuatro medallas en el Campeonato Europeo de Bobsleigh entre los años 1991 y 2000.

## Palmarés internacional
| Campeonato Mundial | Campeonato Mundial         | Campeonato Mundial | Campeonato Mundial |
| Año                | Lugar                      | Medalla            | Prueba             |
| ------------------ | -------------------------- | ------------------ | ------------------ |
| 1996               | Calgary (Canadá)           | Medalla de oro     | Cuádruple          |
| 1997               | Sankt Moritz (Suiza)       | Medalla de oro     | Cuádruple          |
| 2000               | Altenberg (Alemania)       | Medalla de plata   | Cuádruple          |
| Campeonato Europeo |                            |                    |                    |
| Año                | Lugar                      | Medalla            | Prueba             |
| 1991               | Cervinia (Italia)          | Medalla de bronce  | Cuádruple          |
| 1996               | Sankt Moritz (Suiza)       | Medalla de oro     | Cuádruple          |
| 1999               | Winterberg (Alemania)      | Medalla de oro     | Cuádruple          |
| 2000               | Cortina d'Ampezzo (Italia) | Medalla de bronce  | Cuádruple          |